# هاکوپ بارونیان
هاکوپ بارونیان (تلفظ به ارمنی شرقی همچنین Hakop Paronyan, TAO: Յակոբ Պարոնեան, RAO: Հակոբ Պարոնյան,؛ ۱۹ نوامبر ۱۸۴۳ – ۲۷ مهٔ ۱۸۹۱) نویسنده پرنفوذ، طنزپرداز، آموزگار و چهره اجتماعی در سده ۱۹ میلادی در بین ارمنیان ساکن عثمانی بود.
وی به همراه یروانت اودیان به عنوان بزرگترین طنزپردازان تمامی ادوارد ادبیات ارمنی شناخته می‌شوند.

## زندگی
بارونیان در ۱۹ نوامبر ۱۸۴۳ در شهر آدریانوپول به دنیا آمد. در سنین کودکی پدر خویش را از دست داد. وی تحصیلات ابتدایی خویش در زادگاهش در کالج محلی آرشاکونیان کسب نمود. وی در آنجا بعلاوه آموخته زبان ارمنی زبان‌های اسپانیایی، ایتالیایی و بلغاری را نیز فرا گرفت. پس از پایان فارغ‌التحصیل از کالج آرشاکونیان در سال ۱۸۵۷ میلادی به مدت یک سال نیز در مدرسه یونانی تحصیل نمود. در سال ۱۸۶۳ میلادی به کنستانتینوپل نقل مکان نمود. وی در آنجا در دفتر تلگراف مشغول به کار شد. بین سال‌های ۱۸۷۱–۱۸۷۲ در مدرسه مزپوریان (Mezpurian) در محله اسکودار به تدریس پرداخت. در سال ۱۸۷۳ میلادی در اسقف‌نشین ارمنی به عنوان منشی مشغول به کار شد. در سال ۱۸۷۹ به کنستانتینوپل بازگشت. جایی که وی ازدواج نمود و تا پایان عمر زیست. بارونیان در تاریخ ۲۷ مه ۱۸۹۱ در سن ۴۷ سالگی در کنستانتینوپل درگذشت.
تئاتر کمدی موزیکال دولتی ایروان به نام هاکوپ بارونیان (ارمنی: Հակոբ Պարոնյանի անվան Պետական Երաժշտական Կոմեդիայի Թատրոն) نامگذاری شده است.
همچنین مجسمه‌ای از وی در میدان آزادی، ناحیه کاناکر زیتون شهر ایروان نصب شده است.

## نوشته‌ها
مشهورترین اثر بارونیان کتاب گدایان بزرگوار (ارمنی: Մեծապատիվ մուրացկաններ; Medzabadiv Muratsganner) است.